# Akodon albiventer
El ratón de hierba de vientre blanco (Akodon albiventer) es una especie de roedor en la familia Cricetidae. Se encuentra en las tierras altas de la Cordillera de los Andes de Argentina, Bolivia, Chile, y Perú entre los 2400 m s. n. m. hasta más de 5000 m.